# サムエル・エンリケ・ドス・サントス・エレオテリオ
サムエル・エンリケ・ドス・サントス・エレオテリオ（Samuel Henrique dos Santos Eleotério , 1990年4月25日 - )は、ブラジル出身のプロサッカー選手。ポジションはMF。

## 来歴
2019年1月9日、アルビレックス新潟に加入。シーズン終了後に契約満了に伴い退団した。
2021年9月3日、セリエBのグアラニFCにシーズン終了までの期限付き移籍で加入。

## 所属クラブ
プロ経歴
- 2010年 -2012年  ミラソウFC
  - 2011年  ABC FC（期限付き移籍）
- 2012年 - 2014年  ADサンカエターノ
- 2014年  CAブラガンチーノ
- 2015年  ECサント・アンドレ
- 2015年 - 2016年  ボタフォゴ-SP
- 2016年  CSマリティモ
- 2017年  ボタフォゴ-SP
- 2018年  フィゲイレンセFC
- 2018年  ECサンベント
- 2019年  アルビレックス新潟
- 2020年 - 2021年  ECジュベントゥージ
  - 2021年  ミラソウFC（期限付き移籍）
  - 2021年  グアラニFC（期限付き移籍）
- 2022年  ロンドリーナEC
- 2023年 -  パイサンドゥSC

## Jリーグでの個人成績
| 国内大会個人成績 | 国内大会個人成績 | 国内大会個人成績 | 国内大会個人成績 | 国内大会個人成績 | 国内大会個人成績 | 国内大会個人成績 | 国内大会個人成績 | 国内大会個人成績 | 国内大会個人成績 | 国内大会個人成績 | 国内大会個人成績 |
| 年度             | クラブ           | 背番号           | リーグ           | リーグ戦         | リーグ戦         | リーグ杯         | リーグ杯         | オープン杯       | オープン杯       | 期間通算         | 期間通算         |
| 年度             | クラブ           | 背番号           | リーグ           | 出場             | 得点             | 出場             | 得点             | 出場             | 得点             | 出場             | 得点             |
| 日本             | 日本             | 日本             | 日本             | リーグ戦         | リーグ戦         | リーグ杯         | リーグ杯         | 天皇杯           | 天皇杯           | 期間通算         | 期間通算         |
| ---------------- | ---------------- | ---------------- | ---------------- | ---------------- | ---------------- | ---------------- | ---------------- | ---------------- | ---------------- | ---------------- | ---------------- |
| 2019             | 新潟             | 7                | J2               | 4                | 0                | -                | -                | 1                | 0                | 5                | 0                |
| 通算             | 日本             | 日本             | J2               | 4                | 0                | -                | -                | 1                | 0                | 5                | 0                |
| 総通算           | 総通算           | 総通算           | 総通算           | 4                | 0                | -                | -                | 1                | 0                | 5                | 0                |

出場歴
- Jリーグ初出場 - 2019年3月30日 J2第6節 徳島ヴォルティス戦（鳴門・大塚スポーツパークポカリスエットスタジアム）